# Fosfatos de sódio
Fosfatos de sódio são genericamente os compostos químicos de sódio e fósforo, contendo oxigênio nos ânions.
Os mais destacados e suas fórmulas moleculares são:
- Fosfato monossódico (fosfato de sódio monobásico), NaH2PO4
- Fosfato dissódico (fosfato de sódio dibásico), Na2HPO4
- Fosfato trissódico (fosfato de sódio tribásico), Na3PO4
- Pirofosfato ácido de sódio (pirofosfato di-hidrogênio dissódico), Na2H2P2O7
- Pirofosfato tetrassódico, Na4P2O7
- Metafosfato de sódio (metafosfato de sódio insolúvel), (NaPO3)n
- Trimetafosfato de sódio, (NaPO3)3
- Hexametafosfato de sódio, Na(n+2)PnO(3n+1); n (aproximadamente) = 13 (médio) ; 1390 (médio)
- Tripolifosfato de sódio, Na5P3O10